# Michael Chiklis
Michael Charles Chiklis (n. 30 august 1963, Lowell, Massachusetts, SUA) este un actor, regizor și producător de televiziune american. Pentru rolul Detectivului Vic Mackey din serialul polițist FX The Shield, a câștigat Premiul Emmy pentru cel mai bun actor într-un serial dramatic în 2002, și a fost nominalizat în 2003.

## Filmografie selectivă
- 1998 Soldatul (Soldier), regia Paul W.S. Anderson
- 2001 Călătoria lui Chihiro (千と千尋の神隠し / Sen to Chihiro no Kamikakushi), regia Hayao Miyazaki
- 2005 Cei 4 Fantastici (Fantastic Four), regia Tim Story
- 2008 Ochi de vultur (Eagle Eye), regia D. J. Caruso
- 2021 Nu priviți în sus (Don't Look Up), regia Adam McKay